# Норзерн Семент
«Норзерн Семент» — бывший филиппинский баскетбольный клуб. Была расформирована в 1986 году. Являлась базовым клубом сборной Филиппин. Президентом клуба являлся владелец компании «Northern Cement Corporation» Эдуардо Кохуангко-младший.

## История

### Начало
В 1980 году бизнесмен Эдуардо Кохуангко-младший, основатель и владелец «Northern Cement Corporation», был назначен тогдашним президентом страны Фердинандом Маркосом директором баскетбольного проекта страны. Кохуангко-младший (несмотря на то, что не был членом Федерации баскетбола страны) начал финансировать, развивать национальную сборную, чтобы на высоком уровне представить страну в международных соревнованиях. В течение того года была создана «Филиппинская баскетбольная ассоциация», первая профессиональная лига в Филиппинах и в Азии. Из-за запрета ФИБА участвовать в международных соревнованиях профессионалов, сборная страны теряла многих своих лучших игроков. Эту проблему Кохуангко-младший хотел решить созданием любительской команды. Так был создан клуб «Норзерн Семент».
Тренировать новую команду пришли американские тренеры из университетов США — Рон Джейкобс и Бен Линдсли. В конечном счете Джейкобс стал главным тренером «Норзерн Семент».

### Первая команда (1981—1982)
Ища кратчайший путь к успеху программы, Кохуангко-младший сформировал команду в основном из натурализированных американцев. Первая команда получила название «Тренировочная команда Филиппин». Среди натурализированных игроков были Деннис Стилл, Джеф Мур, американцы филиппинского происхождения — Вилли Пирсон и Рикардо Браун. Наряду с ними в команде играли местные игроки колледжа Сан Беды — Джиби Янго и Фрэнк Лима. Этот шаг был сделан с намерением передать будущим баскетболистам страны новый модель игры сборной.
В том же году команда выиграла Кубок Уильяма Джонса. Несмотря на это, из-за наличия в команде большинства натурализированных игроков команда не получила поддержку среди филиппинских фанатов. В конечном счёте команда была расформирована и заново собрана из местных игроков.
В 1981 году Манила принимала Игры Юго-Восточной Азии. В этих соревнованиях Джейкобсу федерацией страны была поставлена задача выиграть турнир по баскетболу. Для хорошего ознакомления местным баскетболом Джейкобс выбрал тренером сборной главного тренера Университета Де Ла Сале Пило Пумерена, собравшего сборную на турнир из игроков «Манильской промышленной и коммерческой спортивной ассоциации». В итоге сборная Филиппин выиграла турнир по баскетболу этого соревнования.
В 1982 году Джейкобс собрал юношескую сборную Филиппин на чемпионат Азии до 18 лет. В сборной играли, такие игроки как: Алфи Алмерио, Элмер Рейес, Тоничи Иттури, Франс Пумарен, Тедди Алфереро, Рэй Куэнко, Лео Остриа, Йон Уичико, Хектор Кэлма и Луа Брилл. Команда дошла до финала, где проиграла сборной Китая. Несмотря на это, Джейкобс доказал что местные «неопытные» игроки могут конкурировать с иностранными игроками.

### Вторая команда (1983)
В 1983 году из некоторых новичков Де Ла Сале, которая также находилась под крылом Кохуангко-младшего и из пяти натурализированных игроков была собрана команда, которая должна была представлять страну на Чемпионате Азии в Гонконге. В команде играли Хектор Кэлма, Франс Пумарен, Тоничи Иттури, Алфи Алмерио, Юна Тана, Джозеф Уичико, Тедди Алферреро и натурализированные игроки.
По прибытии на турнир, команда узнала, что АБК признала игроками сборной только двоих из пяти натурализированных игроков. Это решение привлекло к проблеме составление основного состава. Из-за незаконного использования натурализированного игрока в матчах группового этапа, Филиппинам была присуждена техническое поражение во всех матчах турнира. Турнир команда закончила на девятом месте.

### Третья команда (1984—1985)
Норзерн Семент конкурировал в чемпионате Филиппин 1984 и 1985 годов, и выиграл его в 1985 году. В 1984 году клуб выиграл Кубок чемпионов Азии, а в 1985 году Кубок Уильяма Джонса (как «Сан-Мигель Беа»). В 1985 году команда представляла Азию в Межконтинентальном кубке в Жироне, Испания.
В декабре 1984 годы звезды UAAP Аллан Кэйдик, Пиду Жаренсиу, Джерри Кодинера и Лео Острия присоединились к команде Норзерн Семент, игравший товарищеские матчи против клубов ФБА во время третьей конференции. Вторая команда Норзерна тренировалась старым тренером клуба Франсиском Калиланом. Первая команда, поехавшая в Кубок Чемпионов в Малайзии, состояла из Мура, Энгелланда, Кальмы, Джозефа Уичико, Франца Пумарена, Леонсио Тана, Элмера Рейеса, Тониччи Иттури, Авелино Лимы и Ива Динядиса.
Кэйдик, Жаренсиу и Кодинера стали постоянными игроками национальной сборной в следующем году, в то время как Лео Острия был задрафтован первым номером ФБА.
В 1985 году игроки Норзерн Семент играли за национальную сборную. Сборная, составленная из игроков Норзерн Семент выиграли Игры Юго-Восточной Азии 1985 года и Чемпионат Азии 1986 года. Благодаря победе в чемпионате Азии сборная получила путёвку в Чемпионат мира по баскетболу 1986 года и в Игры доброй воли. В составе тогдашней сборной играли Мур, Энгелланд, Кэйдик, Валенсиано и Жаренсиу. Вскоре, Йойо Ластимоса заменил Энгелланда, из-за ухода последнего в Сан-Антонио Спёрс. Однако в 1986 году в Филиппинах произошла Жёлтая революция, пересмотревшая программу развития баскетбола. Из-за этого сборная страны вынуждена была уйти из чемпионата мира.

### Расформирование
После падения правительства Маркоса программа развития баскетбола была пересмотрена Ассоциацией баскетбола Филиппин, тогдашним руководящим органом баскетбола страны. Норзерн Семент был расформирован. Бывшие игроки продолжили свою карьеру в других клубах Филиппин. Некоторые игроки Норзерн Семента участвовали в Летних Азиатских играх 1990 года, где сборная страны завоевала серебро турнира.

## Результаты команды в чемпионате
| Сезон | Конференция                  | Название команды | Общий результат | Общий результат | Общий результат | Финалы                         |
| Сезон | Конференция                  | Название команды | Поб.            | Пр.             | %               | Финалы                         |
| ----- | ---------------------------- | ---------------- | --------------- | --------------- | --------------- | ------------------------------ |
| 1984  | Первый Всефилиппинский Кубок | Норзерн Семент   | 39              | 14              | .625            |                                |
| 1984  | Второй всефилиппинский Кубок | Норзерн Семент   | 39              | 14              | .625            |                                |
| 1984  | Пригласительная конференция  | Норзерн Семент   | 39              | 14              | .625            |                                |
| 1985  | Конференция открытия         | Норзерн Семент   | 33              | 22              | .600            |                                |
| 1985  | Всефилиппинский Кубок        | Норзерн Семент   | 33              | 22              | .600            |                                |
| 1985  | Усиленная конференция        | Норзерн Семент   | 33              | 22              | .600            | Норзерн Семент 4, Манила Беа 0 |
| Итого | Итого                        | Итого            | 72              | 36              | .667            | 1 чемпионство                  |